# Opsiphanes bolivianus
Opsiphanes bolivianus är en fjärilsart som beskrevs av Hans Ferdinand Emil Julius Stichel 1901. Opsiphanes bolivianus ingår i släktet Opsiphanes och familjen praktfjärilar. Inga underarter finns listade i Catalogue of Life.